# Vaughn Kester
Vaughan o Vaughn Kester (Nuevo Brunswick (Nueva Jersey), 12 de septiembre de 1869- Gunston Hall, Virginia, 4 de julio de 1911) novelista estadounidense, hermano mayor del dramaturgo Paul Kester (1870-1933) con quien compró y renovó Woodlawn.
Su obra está influenciada por sus viajes por Estados Unidos y por William Dean Howells, el primo de su madre. Su novela, "The Manager of the B & A," fue llevada al cine en 1916 por J.P. McGowan.
Se casó con Jessie B. Jennings de Mount Vernon.

## Obra
- The Manager of the B and A (1901)
- The Fortunes of the Landrays (1905)
- John 0' Jamestown (1907)
- The Prodigal Judge (1911)
- The Just and the Unjust (1912)
- The Hand of the Mighty (1913)
- The Cousin of the King (obra de teatro con su hermano Paul)